# La Pueblanueva
La Pueblanueva ist ein Ort und eine zentralspanische Gemeinde (municipio) mit 2.138 Einwohnern (Stand: 2024) in der Provinz Toledo in der Autonomen Gemeinschaft Kastilien-La Mancha.

## Lage und Klima
La Pueblanueva liegt am Nordrand der Montes de Toledo gut 80 km (Fahrtstrecke) westnordwestlich von Toledo in einer Höhe von ca. 480 m. Der Tajo begrenzt die Gemeinde im Norden. Das Klima im Winter ist rau, im Sommer dagegen trocken und warm; der eher spärliche Regen (ca. 555 mm/Jahr) fällt – mit Ausnahme der trockenen Sommermonate – übers Jahr verteilt.

## Bevölkerungsentwicklung
| Jahr      | 1970 | 1981 | 1991 | 2001 | 2011 | 2021 |
| Einwohner | 2454 | 2027 | 2003 | 2025 | 2383 | 2169 |

Aufgrund der Mechanisierung der Landwirtschaft und der Aufgabe von bäuerlichen Kleinbetrieben ist die Einwohnerzahl der Gemeinde seit der Mitte des 20. Jahrhunderts zurückgegangen.

## Sehenswürdigkeiten
- Marienkirche (Iglesia de Nuestra Señora de la Encarnación)
- Marienkapelle (Ermita de Nuestra Señora de la Paz)

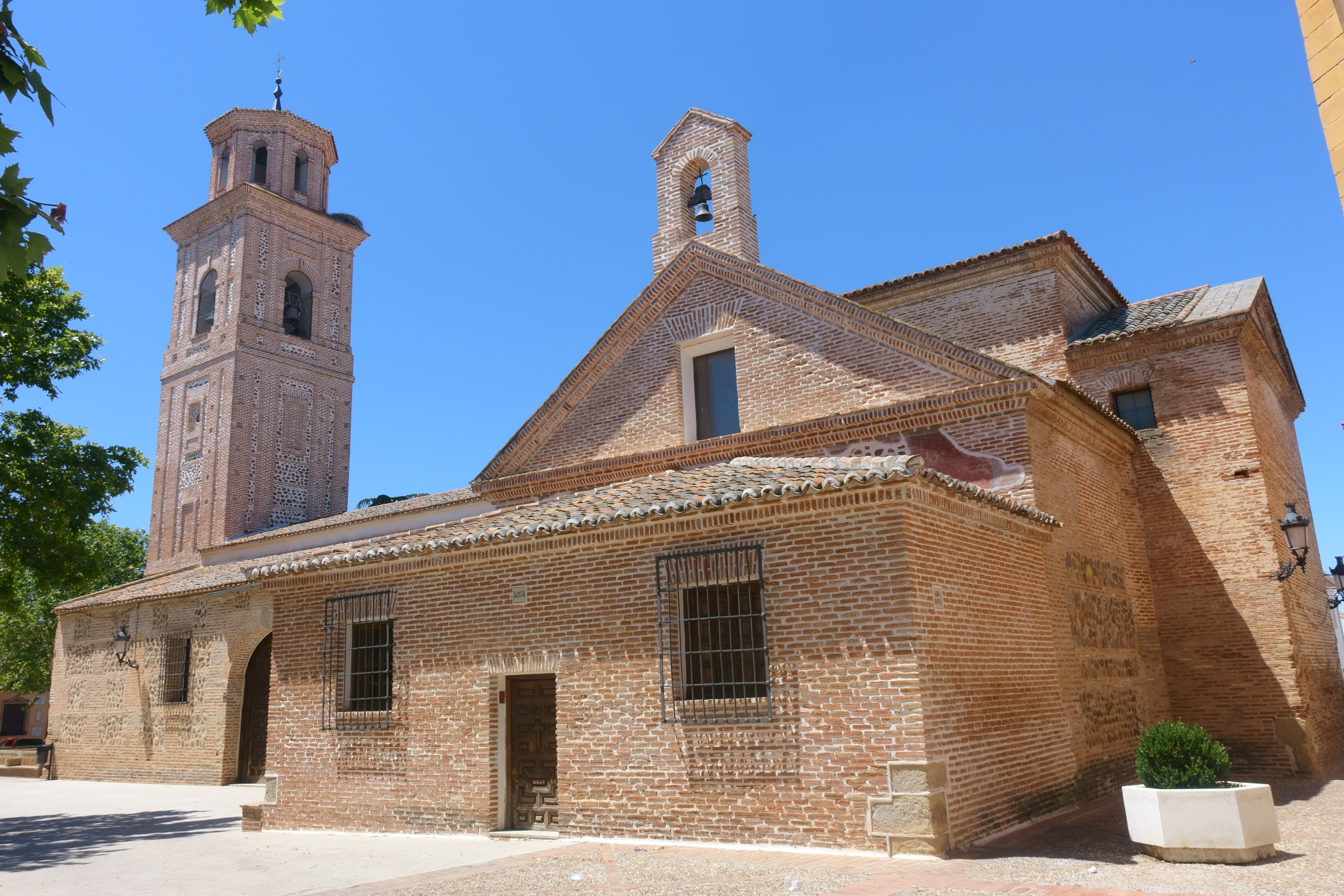
Marienkirche
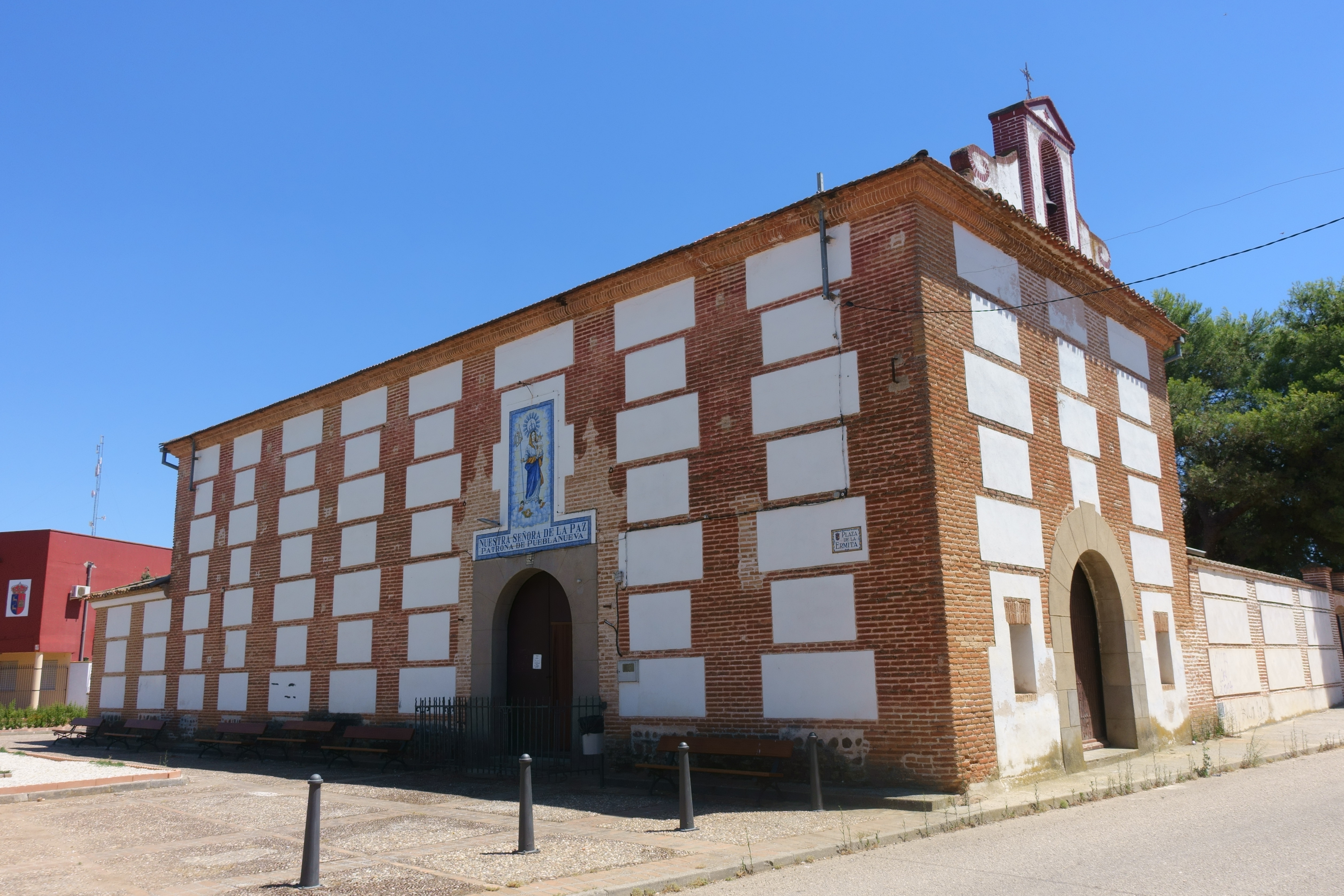
Marienkapelle
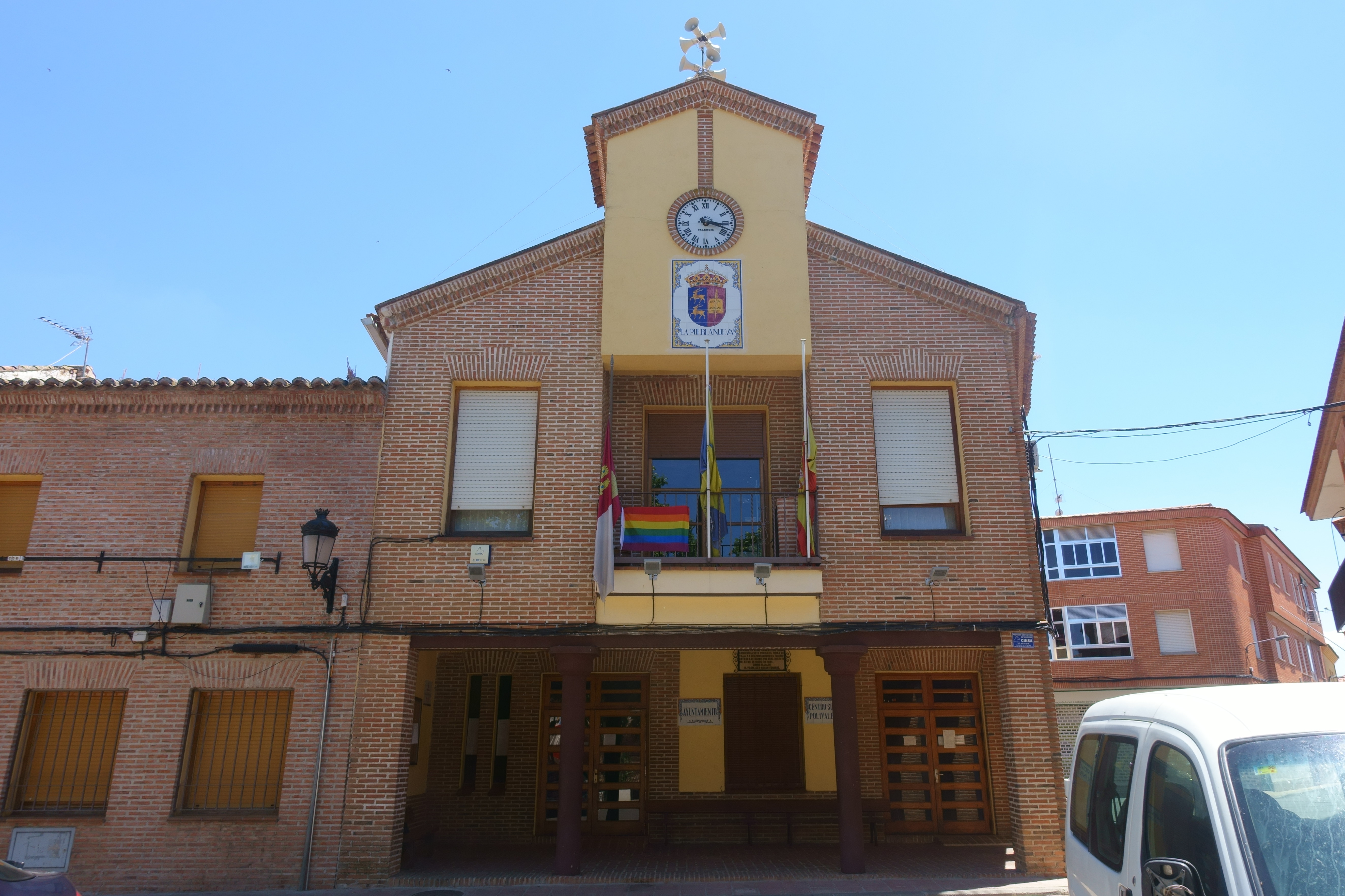
Rathaus